# Rekordy mistrzostw Azji juniorów w lekkoatletyce
Rekordy mistrzostw Azji juniorów w lekkoatletyce – najlepsze rezultaty w historii tej imprezy.

## Mężczyźni
| Konkurencja                        | Rezultat | Zawodnik                                                                        | Miejsce uzyskania   | Data                 | Źródło |
| ---------------------------------- | -------- | ------------------------------------------------------------------------------- | ------------------- | -------------------- | ------ |
| bieg na 100 m                      | 10,15    | Zeng Keli                                                                       | Dubaj               | 25 kwietnia 2024     |        |
| bieg na 200 m                      | 20,63    | Mohammad Hossein Abareghi                                                       | Tajpej              | 14 czerwca 2014      |        |
| bieg na 400 m                      | 45,53    | Ailixier Wumaier                                                                | Dubaj               | 25 kwietnia 2024     |        |
| bieg na 800 m                      | 1:46,56  | Teng Haining                                                                    | Kolombo             | 12 czerwca 2012      |        |
| bieg na 1500 m                     | 3:39,85  | Hamza Driouch                                                                   | Kolombo             | 10 czerwca 2012      |        |
| bieg na 5000 m                     | 14:08,71 | Sota Orita                                                                      | Dubaj               | 25 kwietnia 2024     |        |
| bieg na 10 000 m                   | 30:00,27 | Lyu Ok-hyong                                                                    | Dżakarta            | 4 grudnia 1986       |        |
| bieg na 110 m przez płotki         | 14,05    | Shi Dongpeng                                                                    | Bandar Seri Begawan | 21 lipca 2001        |        |
| bieg na 110 m przez płotki (99 cm) | 13,24    | Omar Doudai Abakar                                                              | Dubaj               | 26 kwietnia 2024     |        |
| bieg na 400 m przez płotki         | 49,30    | Ismail Doudai Abakar                                                            | Yecheon             | 6 czerwca 2023       |        |
| bieg na 3000 m z przeszkodami      | 8:33,39  | Musa Amer Obaid                                                                 | Ipoh                | 13 czerwca 2004      |        |
| chód na 10 000 m                   | 42:00,53 | Fumihirō Kobayashi                                                              | Bangkok             | 31 października 2002 |        |
| sztafeta 4 × 100 m                 | 39,30    | Japonia · Masaya Aikawa · Yasutaka Matsunaga · Shinji Takahira · Hiroyuki Noda  | Bangkok             | 28 października 2002 |        |
| sztafeta 4 × 400 m                 | 3:07,38  | Japonia · Mitsuhiro Satō · Naohiro Kawakita · Shinji Itabashi · Hisatoshi Hotta | Singapur            | 30 września 1999     |        |
| skok wzwyż                         | 2,31     | Mutazz Isa Barszim                                                              | Hanoi               | 3 lipca 2010         |        |
| skok o tyczce                      | 5,51     | Seif Heneida                                                                    | Dubaj               | 26 kwietnia 2024     |        |
| skok w dal                         | 8,05     | Weng Yongfeng                                                                   | Dżakarta            | 13 czerwca 2008      |        |
| trójskok                           | 16,73    | Gu Junjie                                                                       | Bangkok             | 31 października 2002 |        |
| pchnięcie kulą                     | 19,99    | Mehdi Shahrokhi                                                                 | Ipoh                | 12 czerwca 2004      |        |
| rzut dyskiem                       | 62,29    | Hossein Rasouli                                                                 | Gifu                | 9 czerwca 2018       | [ 1 ]  |
| rzut młotem                        | 68,08    | Dilszod Nazarow                                                                 | Bandar Seri Begawan | 22 lipca 2001        |        |
| rzut młotem                        | 80,85    | Aszraf Amdżad as-Sajfi                                                          | Kolombo             | 11 czerwca 2012      |        |
| rzut oszczepem                     | 77,97    | Junya Sado                                                                      | Ho Chi Minh         | 6 czerwca 2016       |        |
| dziesięciobój                      | 7713 pkt | Yu Bin                                                                          | Ipoh                | 13 czerwca 2014      |        |

## Kobiety
| Konkurencja                   | Rezultat | Zawodniczka                                                               | Miejsce uzyskania | Data                 | Źródło |
| ----------------------------- | -------- | ------------------------------------------------------------------------- | ----------------- | -------------------- | ------ |
| bieg na 100 m                 | 11,32    | Chen Yujie                                                                | Dubaj             | 25 kwietnia 2024     |        |
| bieg na 200 m                 | 23,16    | Susanthika Jayasinghe                                                     | Dżakarta          | 20 września 1994     |        |
| bieg na 400 m                 | 52,66    | Tang Xiaoyin                                                              | Ipoh              | 13 czerwca 2004      |        |
| bieg na 800 m                 | 2:02,66  | Lang Yinglai                                                              | Bangkok           | 5 listopada 1997     |        |
| bieg na 1500 m                | 4:11,89  | Qu Yunxia                                                                 | Pekin             | 14 czerwca 1990      |        |
| bieg na 3000 m                | 9:04,36  | Nozomi Tanaka                                                             | Gifu              | 10 czerwca 2018      | [ 2 ]  |
| bieg na 5000 m                | 16:07,74 | Haruka Kyuma                                                              | Kolombo           | 9 czerwca 2012       |        |
| bieg na 100 m przez płotki    | 13,43    | Anna Matsuda                                                              | Dubaj             | 26 kwietnia 2024     |        |
| bieg na 400 m przez płotki    | 56,60    | Wang Xing                                                                 | Ipoh              | 14 czerwca 1994      |        |
| bieg na 3000 m z przeszkodami | 10:21,04 | Chika Mukai                                                               | Ho Chi Minh       | 5 czerwca 2016       |        |
| sztafeta 4 × 100 m            | 44,75    | Chiny · Gao Chunxia · Yen Jie · Feng Jie · Wang Jing                      | Dżakarta          | 29 września 1994     |        |
| sztafeta 4 × 400 m            | 3:38,20  | Japonia · Ayano Shiomi · Kasumi Yoshida · Natsumi Murakami · Ayaka Kawata | Gifu              | 10 czerwca 2018      | [ 3 ]  |
| chód na 5000 m                | 21:45,24 | Wang Yuntao                                                               | Bangkok           | 9 czerwca 2012       |        |
| chód na 10 000 m              | 45:20,59 | Ma Li                                                                     | Gifu              | 7 czerwca 2018       | [ 4 ]  |
| skok wzwyż                    | 1,90     | Svetlana Radzivil                                                         | Makau             | 16 lipca 2006        |        |
| skok o tyczce                 | 4,25     | Xu Huiqin                                                                 | Kolombo           | 11 czerwca 2012      |        |
| skok w dal                    | 6,56     | Wang Kuo-huei                                                             | Bangkok           | 5 listopada 1997     |        |
| trójskok                      | 14,23    | Li Jiahui                                                                 | Bangkok           | 5 listopada 1997     |        |
| pchnięcie kulą                | 18,66    | Qiu Qiaoping                                                              | Pekin             | 16 czerwca 1990      |        |
| rzut dyskiem                  | 62,54    | Xu Shaoyang                                                               | Bangkok           | 30 października 2002 |        |
| rzut młotem                   | 66,79    | Zhang Jiale                                                               | Dubaj             | 26 kwietnia 2024     |        |
| rzut oszczepem                | 60,74    | Sun Xiurong                                                               | Dżakarta          | 6 grudnia 1986       |        |
| siedmiobój                    | 5557 pkt | Irina Naumienko                                                           | Singapur          | 1 października 1999  |        |

## Mieszane
| Konkurencja        | Rezultat | Zawodnicy                                                       | Miejsce uzyskania | Data             | Źródło |
| ------------------ | -------- | --------------------------------------------------------------- | ----------------- | ---------------- | ------ |
| sztafeta 4 × 400 m | 3:22,46  | Chiny · Ailixier Wumaier · Wang Yalun · Li Yiqing · Liu Yinglan | Dubaj             | 26 kwietnia 2024 |        |